# René-Pierre Hasquin
Ne pas confondre avec le journaliste René Haquin.
René-Pierre Hasquin (1919-2015) est un journaliste et écrivain belge de langue française.

## Éléments biographiques
René-Pierre Hasquin naît à Charleroi le 26 avril 1919. Son père est mineur. Régent en langues germaniques de l'École normale de l'État de Nivelles, où il a Arthur Masson pour professeur. Pendant la guerre, grâce à sa connaissance de l'allemand, il aurait été interprète au service de la Kommandantur de Charleroi. Il s'engage dans le journalisme après la Seconde Guerre mondiale. Il travaille  pour divers journaux carolorégiens. Il fonde en 1971 l'hebdomadaire Le Métropolitain. Sous le nom de plume de Miroton, il tient ensuite des chroniques gastronomiques dans Le Vif. À côté de ses activités journalistiques, il écrit plusieurs ouvrages sur Charleroi et sa région. Il est également l'auteur de romans.
René-Pierre Hasquin meurt à Jumet le 30 avril 2015.

## Publications
- Salves sambriennes, 1959 (avec Serge Mayence)
- Les Passe-temps d'hier et d'aujourd'hui, 1961
- La Mort du petit journal, 1967
- La Presse belge face à la publicité T.V., 1969
- De Charnoy-village à Charleroi-métropole, 1969
- Les Grandes Colères du Pays noir, 1972
- Jean-Claude Ier de Carolorégie, 1984
- Les Villes libérées : Charleroi, 1984
- Une mouette flamande en Wallonie, 1989
- La Mare aux canards : La Guerre des gazettes provinciales de la Libération à nos jours, 1991
- L'Adieu au Pays noir, 1992
- Le Joug le plus long, 1993
- Miroton, mousquetaire de la gastronomie : Comment choisir son restaurant ?, 1994
- Née sous le signe du cancer, 1995
- Le vieil homme qui tutoyait la Sambre, 1998
- Les Secrets de la Flamande : Chronique de la vie quotidienne au Pays noir, 1998
- Charleroi, an 2000 : Des rires et des larmes, 2000
- Le « Quatre-heures » des solitaires, 2001
- Requiem pour la presse socialiste de Belgique, 2001
- L'enfer de nos houilleurs a fermé ses portes, 2003
- Les Métiers du temps jadis en Wallonie, 2004 (avec Daniel Polet)
- Le Temps des équivoques : La Drôle de guerre 40, ses héroïsmes, son patriotisme, ses vices et ses vertus, 2005